# البحث المرئي

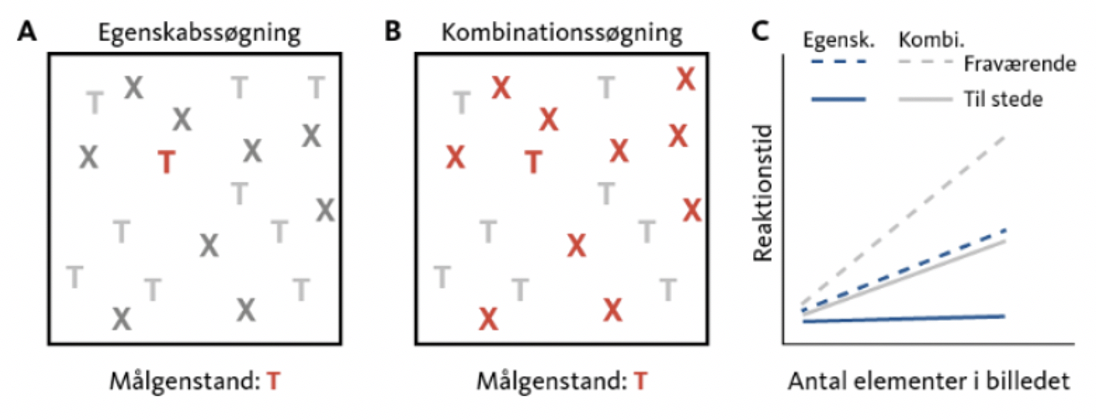

البحث المرئي أو (البحث البصري) (بالإنجليزية: Visual Search) (نقحرة: فيجوال سيرش): هو أحد أنواع مهام الإدراك الحسّي الذي يتضمن عادة البحث في مكان معين من البيئة المرئية عن عنصر أو كائن معين يسمى (الهدف) الذي يحيطه عناصر وكائنات أخرى، يكون البحث المرئي مع حركة العين أو بدونها.

## مراحل البحث المرئي
تمر عملية البحث المرئي بثلاث مراحل وهي:-
- حلقة الفحص والبحث (بالإنجليزية: Move and scan loop): افترض أنك تعرف ما تريد البحث عنه، عندما تدخل بيئة ما تكون إستراتيجية البحث الأولية تشمل على توجيه الرأس و المشي نحو أفضل منطقة رؤية، في حال لم نجد الهدف من تلك المنطقة ننتقل إلى منطقة أخرى سواء بحركة الرأس أو المشي أو كلا الأمرين.
- حلقة التحكم بحركة العين (بالإنجليزية: Eye movement control loop): التخطيط لحركة العين وحركتها هما عمليتان يحدثان في الثانية الواحدة من مرة إلى ثلاثة مرات، وهذا يتضمن إليه انحياز العين لذلك الهدف المرشح الجديد يمكن أن يحدد استناداً إلى خصائص الجسم (اللون، الاتجاه، الحركة، الحجم) بالإضافة إلى الخريطة البسيطة التي قامت العين بانشائها مؤخراً للبيئة المحيطة.
- حلقة فحص النمط (بالإنجليزية: Pattern-testing loop): عندما تنظر إلى المنطقة المستهدفة تبدأ العين بفحص نمط الأجسام حتى تصل إلى الهدف المطلوب، المخ يستغرق من واحد إلى عشرين بالمئة من الثانية لكل اختبار لجسم معين.